# Orlando de la Torre
Orlando de la Torre   (Trujillo, 21 de novembre de 1943 - 24 d'agost de 2022) fou un futbolista peruà.
Va formar part de l'equip peruà a la Copa del Món de 1970.